# Stade Romeo-Malservisi
Le stade Romeo-Malservisi (en italien : Stadio Romeo Malservisi) également connu sous le nom de stade Mario-Matteini (en italien : Stadio Mario Matteini), est un stade de football italien situé dans la ville de Bagno di Gavorrano, en Toscane.
Le stade, doté de 2 000 places et inauguré en 1967, sert d'enceinte à domicile à l'équipe de football de l'Unione Sportiva Gavorrano 1930.
Le stade porte le nom de Romeo Malservisi, ancien footballeur du club de l'US Gavorrano.

## Histoire
Le stade ouvre ses portes en 1967 après trois ans de travaux.
Des travaux de rénovations sont entamés en 2010.
En novembre 2011, le stade est renommé en l'honneur de Mario Matteini, président de l'US Gavorrano décédé d'une maladie soudaine le 8 mars de la même année. Sous sa présidence, l'équipe passe en quelques années d'Eccellenza (D5) à la Serie C (D3)
En 2017, compte tenu de la vétusté du stade (pas aux normes selon la FIGC pour disputer des matchs professionnels) , l'US Gavorrano dispute ses matchs à domicile au stade Carlo-Zecchini de Grosseto. Après la relégation du club en Serie D, l'équipe toscane retourne jouer ses matchs au Malservisi.

## Galerie

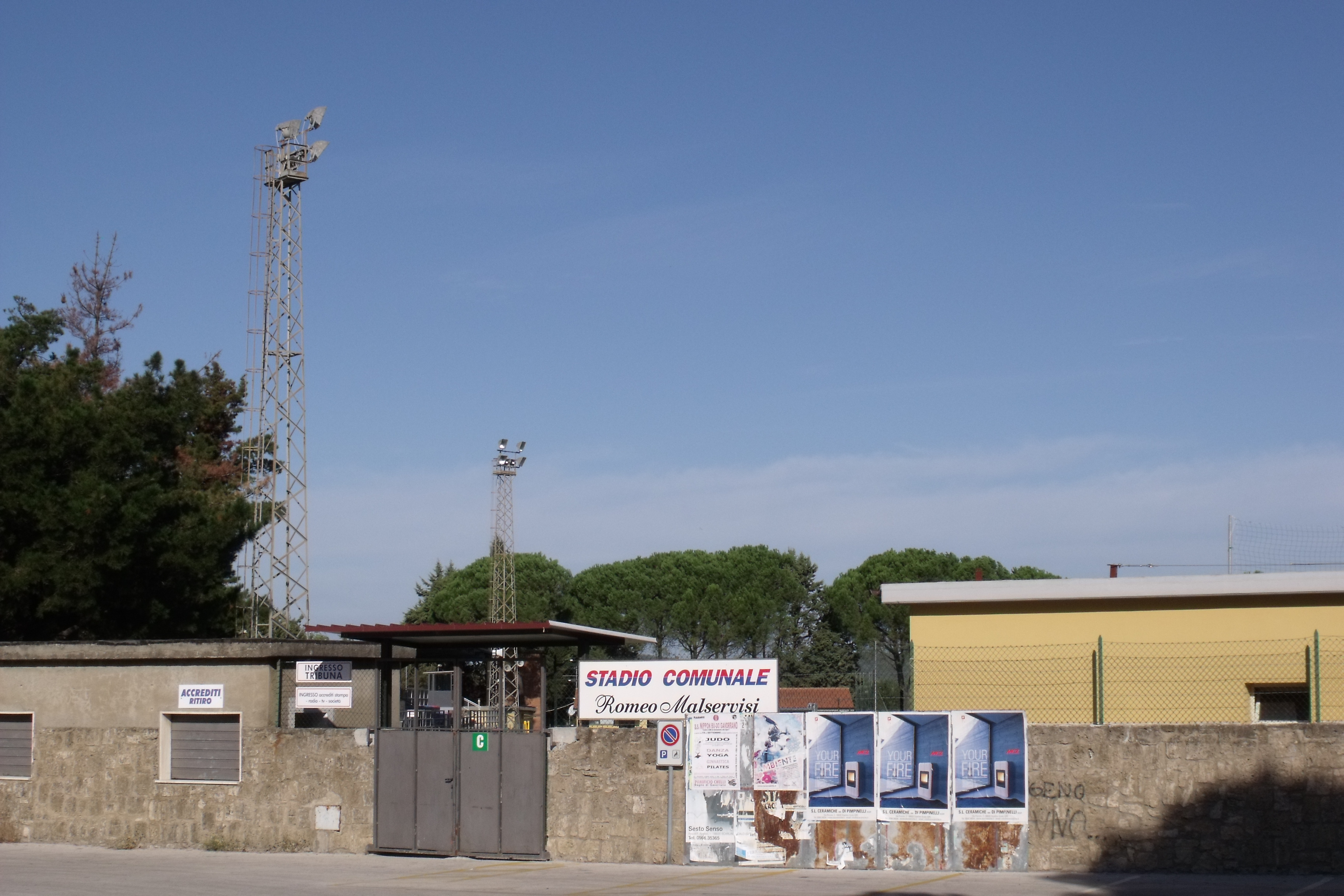
Entrée du stade
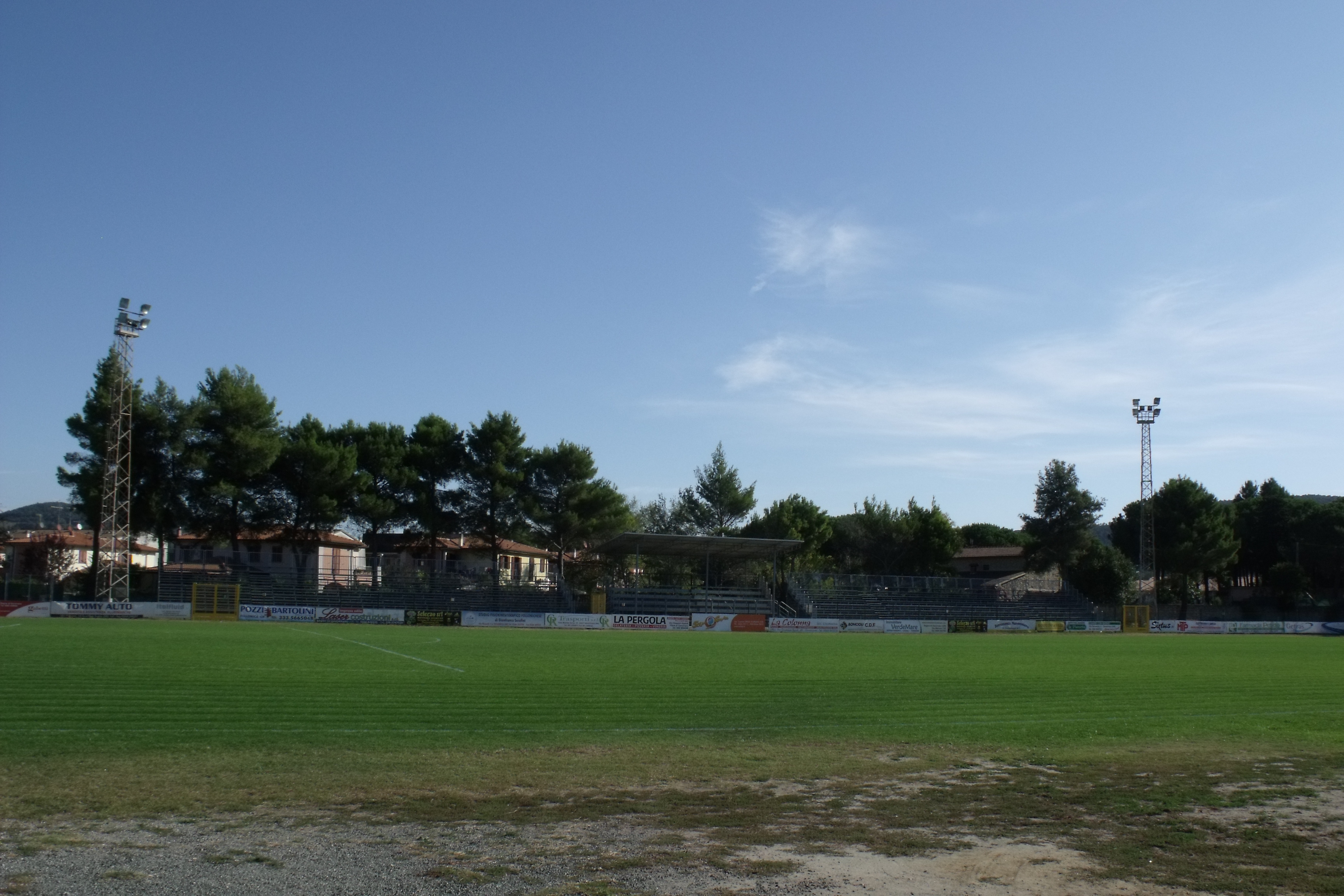
Panorama du stade
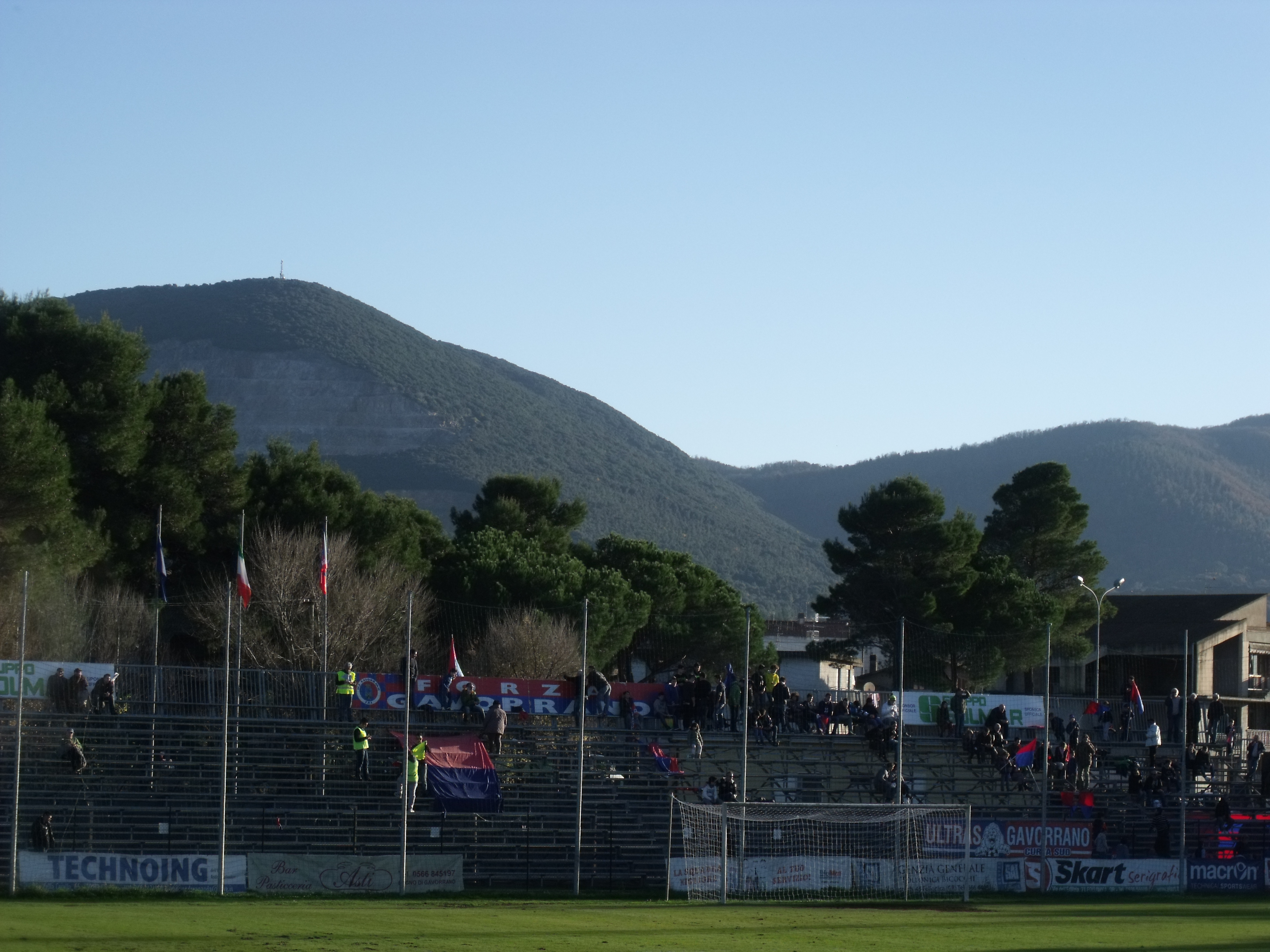
Virage du stade